# الصديق عبد الكريم عبد الرحمن
الصديق عبد الكريم عبد الرحمن (مواليد 1966) هو طبيب وسياسي ليبي، شغل منصب النائب الأول لرئيس الوزراء بين 14 نوفمبر 2012 و 29 أغسطس 2014.

## السيرة الذاتية
ولد عبد الرحمن عام 1966، تحصل على درجة البكالوريوس في الجراحة العامة عام 1993،  وعلى درجة الماجستير عام 2001 والدكتوراه في الطب عام 2005.

## العمل
عمل عبد الرحمن طبيبا، ثم شغل منصب نائب رئيس الوزراء في الحكومة الليبيةالانتقالية،  وعُين نائب أول لرئيس الوزراء في 14 نوفمبر 2012 في مجلس الوزراء برئاسة علي زيدان، كما شغل عبد الرحمن منصب وزير الداخلية مؤقتا. 
انتهت ولاية عبد الرحمن كنائب لرئيس الوزراء في 29 أغسطس 2014.